# Yettel Ungheria
Lo Yettel il terzo più grande fornitore di servizi mobili dell'Ungheria dopo Telekom e Vodafone.

## Storia

### Pannon GSM
Pannon GSM ha lanciato la prima rete GSM in Ungheria. L'azienda è cresciuta rapidamente ed è diventata popolare grazie ai suoi servizi innovativi e alla crescente copertura. Pannon GSM fu successivamente acquistata dal gruppo norvegese Telenor, quindi la società adottò il nome Telenor non molto tempo dopo.

### Telenor Ungheria
Durante il periodo di Telenor la società ha ulteriormente rafforzato la propria posizione sul mercato ungherese. Hanno introdotto le reti mobili di nuova generazione, sviluppato i loro servizi e ampliato la loro rete. Telenor Ungheria ha introdotto molte innovazioni, come la rete 3G e la rete 4G.

Telenor Logo

### Yettel Ungheria
Il 31 luglio 2018, il gruppo Telenor ha venduto le sue filiali in Ungheria, Bulgaria, Montenegro e Serbia al gruppo PPF. Il 31 ottobre 2019 è stato annunciato che Antenna Hungária, di proprietà statale ungherese, acquisterà una quota del 25% da PPF. Il nome dell'azienda è diventato Yettel dal 27 gennaio 2022.

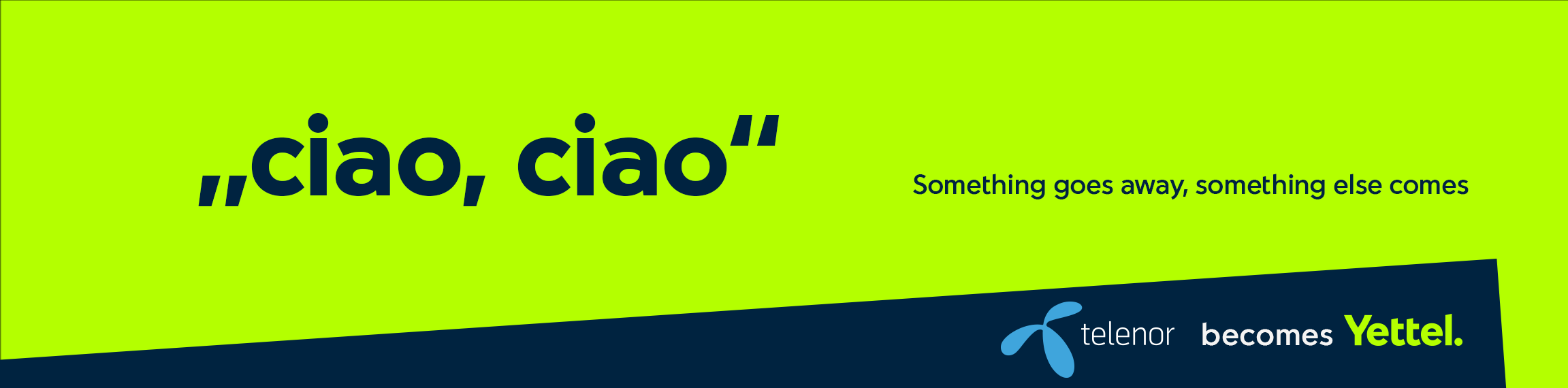
Rebranding di Telenor nel marchio Yettel